# René Chacón
Oscar René Chacón (* 31. Oktober 1960 in La Palma, El Salvador; † 8. Februar 2016 in Ingolstadt) war ein hauptsächlich in Ingolstadt lebender Künstler.

## Leben
Als Jugendlicher in den 1970er Jahren war Chacón am Aufbau von Fernando Llorts erster Kooperative für Kunsthandwerk „La Semilla de Dios“ in La Palma beteiligt. Im Anschluss entstanden im ganzen Ort zahlreiche Ateliers für das inzwischen exportierte, typische Kunsthandwerk. 1976 nahm er am Kongress der OAS für Kunsthandwerk in Cuenca, Ecuador, teil. 1979/80 ermöglichte ihm ein Stipendium das Studium klassischer Malerei und Bilderrestaurierung am Istituto per l’Arte e il Restauro in Florenz. Studienaufenthalte führten ihn unter anderem 1980/81 nach Ingolstadt und München (ab Rosenmontag, 18. Februar, u. a. Praktikum als Restaurator am Stadtmuseum Ingolstadt) und 1982 nach Sevilla, wo er als Praktikant in einer Keramik-Werkstatt tätig war.
Ab 1983 lebte und arbeitete René Chacón in Ingolstadt. Dort gründete er verschiedene KünstlerInitiativen, wie den Künstlerverein Art Experiment e. V. (1986). Von 1996 bis 2009 lehrte er an der von ihm in Ingolstadt gegründeten Kunstschule „Kunst in Bewegung“ und „Freie Akademie – René Chacón“. 2011 gründete er die „AGAFA“ („Atelier-Galerie-Ausstellung-Freie-Akademie“). Auch realisierte er temporäre Kunstquartiere in der Innenstadt Ingolstadts. Es war ihm stets ein großes Anliegen, verschiedene Kunstgattungen und Künstler zu vereinen und in neue Richtungen zu bewegen. In seiner Kunst war ihm wichtig: die ihm ureigene Kraft, die ihn zum leben und arbeiten antrieb, zum Ausdruck zu bringen und lebendig zu halten.
Chronisch krank, starb Chacón 2016 im Klinikum Ingolstadt.

## Schaffen
Neben der Malerei wirkte Chacón als Bildhauer, Keramiker, Installations- und Performancekünstler. Als Motive für seine Gemälde wählte er unter anderem spirituell-indianische Themen und stilisierte, durchscheinende Darstellungen von Frauen, Musikanten und Tieren. In den 1990er-Jahren wurden seine Bilder abstrakter und farbenfroher, fotografische Elemente und präkolumbische Zeichen kamen zum Einsatz. Chacón fertigte räumliche Installationen und Plastiken an und wirkte auch im Bereich Land Art.
Immer wieder arbeitete er mit Musikern zusammen, schuf eigene Lieder, Gedichte und Kompositionen.

## Ausstellungen (Auswahl)
Chacón stellte u. a. in Deutschland, Österreich, Italien, Spanien, El Salvador und Guatemala aus.
Auf der Landesgartenschau in Ingolstadt 1992 zeigte er, zusammen mit Fernando de la Jara, den Beitrag „Pachamama – Mutter Erde“, Pyramide. In den Jahren 1993, 1995, 1997 und 2001 nahm er an der Biennale von Venedig teil. Ab 2002 folgten mehrmalige Beiträge zu der weltweit durchgeführten Aktion „Buddy Bears“ aus Berlin.